# Cyrus Monk
Cyrus Monk (Warragul, 7 november 1996) is een Australisch wielrenner die anno 2025 rijdt voor FNIX-SCOM-Hengxiang Cycling Team.

## Carrière
In 2016 werd Monk, op ruim drie minuten van winnaar Sean Lake, zevende in de wegwedstrijd tijdens de Oceanische kampioenschappen op de weg, daarmee werd hij wel derde bij de beloften. Later dat jaar werd hij wereldkampioen op de weg voor universitairen.
In februari 2017 werd Monk, achter Benjamin Hill, tweede in het bergklassement van de Herald Sun Tour. Een maand later werd hij derde in de tijdrit voor beloften tijdens de Oceanische kampioenschappen en vijfde in de wegwedstrijd voor eliterenners en beloften samen. In juli werd hij veertiende in de Omloop Het Nieuwsblad voor beloften en negende in de Grote Prijs Jean-Pierre Monséré. Zijn resultaten leverden hem een stageperiode bij Cannondale Drapac op, maar tot een profcontract kwam het niet.
In 2018 werd Monk nationaal kampioen op de weg bij de beloften. James Whelan sprintte 26 seconden later vanuit een groep van drie renners naar de tweede plaats.

## Overwinningen
2016
 Wereldkampioen op de weg, Universitairen
2018
 Australisch kampioen op de weg, Beloften

## Resultaten in voornaamste wedstrijden
|      | \| Jaar \| Gent-Wevelgem \| Ronde van Vlaanderen \| Parijs-Roubaix \| Amstel Gold Race \| \| ---- \| ------------- \| -------------------- \| -------------- \| ---------------- \| \| 2023 \| \| \| \| 58e \| \| 2024 \| 93e \| opgave \| buit.tijd \| \| |                      |                |                  |
| Jaar | Gent-Wevelgem | Ronde van Vlaanderen | Parijs-Roubaix | Amstel Gold Race |
| 2023 | |                      |                | 58e              |
| 2024 | 93e | opgave               | buit.tijd      |                  |

## Ploegen
- 2017 –  Drapac-Pat's Veg Holistic Development Team
- 2017 –  Cannondale Drapac Professional Cycling Team (stagiair vanaf 31-7)
- 2018 –  Drapac EF p/b Cannondale Holistic Development Team
- 2019 –  EvoPro Racing
- 2020 –  EvoPro Racing
- 2021 –  EvoPro Racing
- 2022 –  MEIYO CCN Pro Cycling Team
- 2023 –  Q36.5 Pro Cycling Team
- 2024 –  Q36.5 Pro Cycling Team
- 2025 –  FNIX-SCOM-Hengxiang Cycling Team

Evans · Featonby · Kaesler · Katsonis · Kent-Spark · Monk · Morey · Pane · Ross · White · Yates
van Baarle · Bettiol · Bevin · Brown · Canty · Carthy · S. Clarke · W. Clarke · Craddock · Dombrowski · Formolo · Howes · Koren · Langeveld · Mullen · Phinney · Rolland · Scully · Skujiņš · Slagter · Talansky · Urán · Van Asbroeck · Vanmarcke · Villella · Wippert · Woods · Monk (stagiair)
Bondarenko-Edwards · Burt · Featonby · Kaesler · Kent-Spark · Magennis · Monk · Pane · Smyth · Whelan · White · Yates
Abreha · Badilatti · Bauer · Brambilla · Calzoni · Camprubi · Christen · Colombo · Conca · Davis · Devriendt · Donovan · Fedeli · Hagen · Howson · Ludvigsson · Małecki · Monk · Moschetti · Parisini · Puppio · Rosskopf · Sajnok · Zukowsky · Novák (stagiair)
Abreha · Azparren · Badilatti · Brambilla · Calzoni · Camprubi · Christen · Colombo (vanaf 1/8) · Conca · de la Cruz · Devriendt · Donovan · Fancellu · Frison · Hagen · Howson · Ludvigsson · Małecki · Monk · Moschetti · Nizzolo · Parisini · Rosskopf · Sajnok · Steimle · Townsend · Whelan · Zukowsky · Krijnsen (stagiair) · Sommer (stagiair)